# Carel Struycken
Carel Struycken (AFI: /ˈkɑrəɫ ˈstrœykən/) (Haia, 30 de julho de 1948) é um ator neerlandês de televisão, cinema e teatro. Ele é melhor conhecido pelo papel do Gigante em Twin Peaks, Mr. Homn em Star Trek: The Next Generation e Lurch nos filmes A Família Addams, A Família Addams 2 e O Retorno da Família Addams e trabalhou também no filme Jogo Perigoso ("Gerald's Game") de 2017. Ele é excepcionalmente alto (2,13 metros de altura), devido à acromegalia, e por isso é chamado para diversos papéis onde a grande altura possui papel relevante.